# Polyplax parataterae
Polyplax parataterae är en insektsart som beskrevs av Kim och Emerson 1973. Polyplax parataterae ingår i släktet Polyplax och familjen ledlöss. Inga underarter finns listade i Catalogue of Life.